# Украинка (Михайловский район)
Украинка (укр. Українка) — село,
Любимовский сельский совет,
Михайловский район (Запорожская область),
Запорожская область,
Украина.
Код КОАТУУ — 2323383307. Население по переписи 2001 года составляло 90 человек.

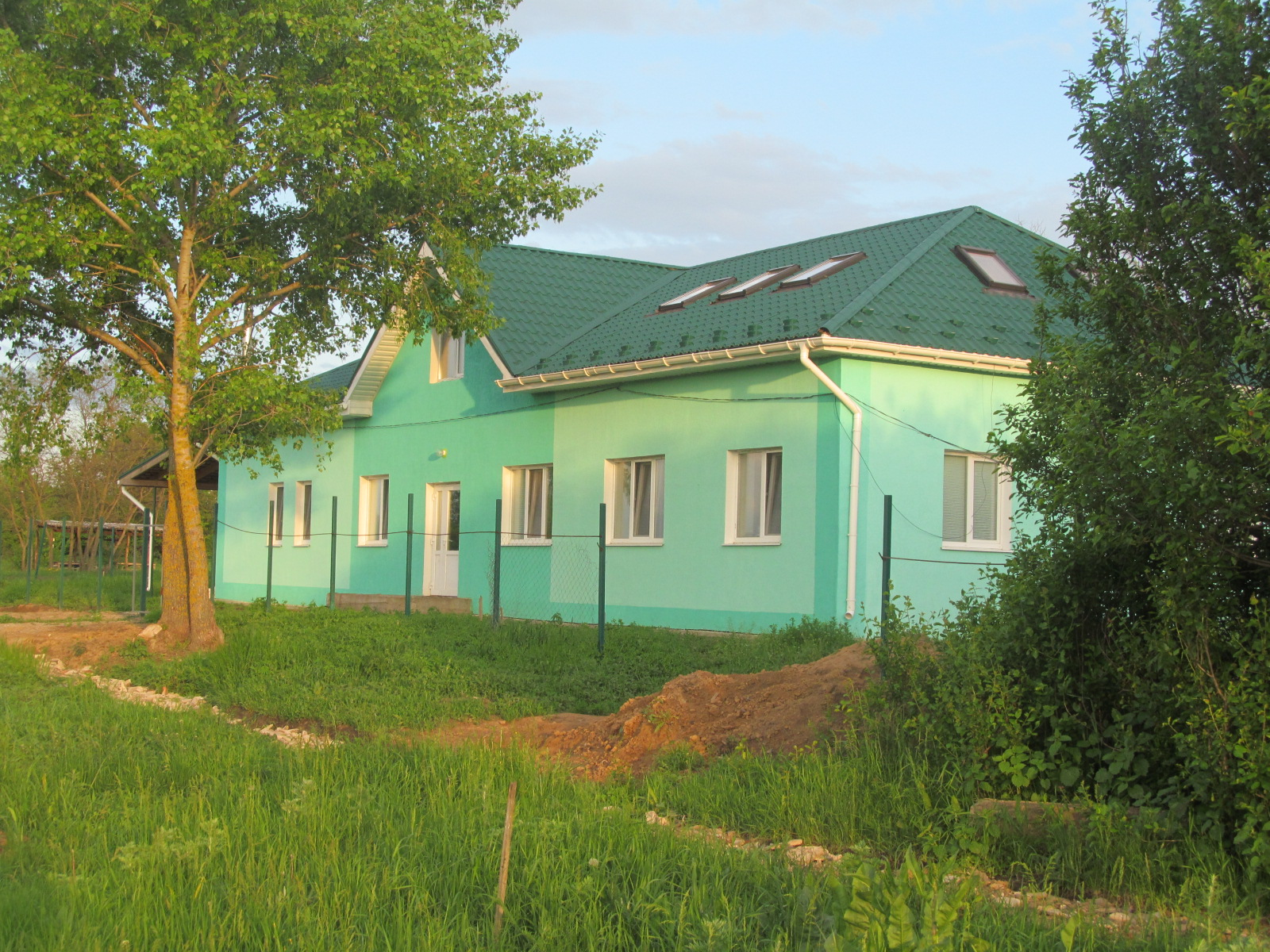
Happy Home 3 for orphans in Ukrainka village, Ukraine

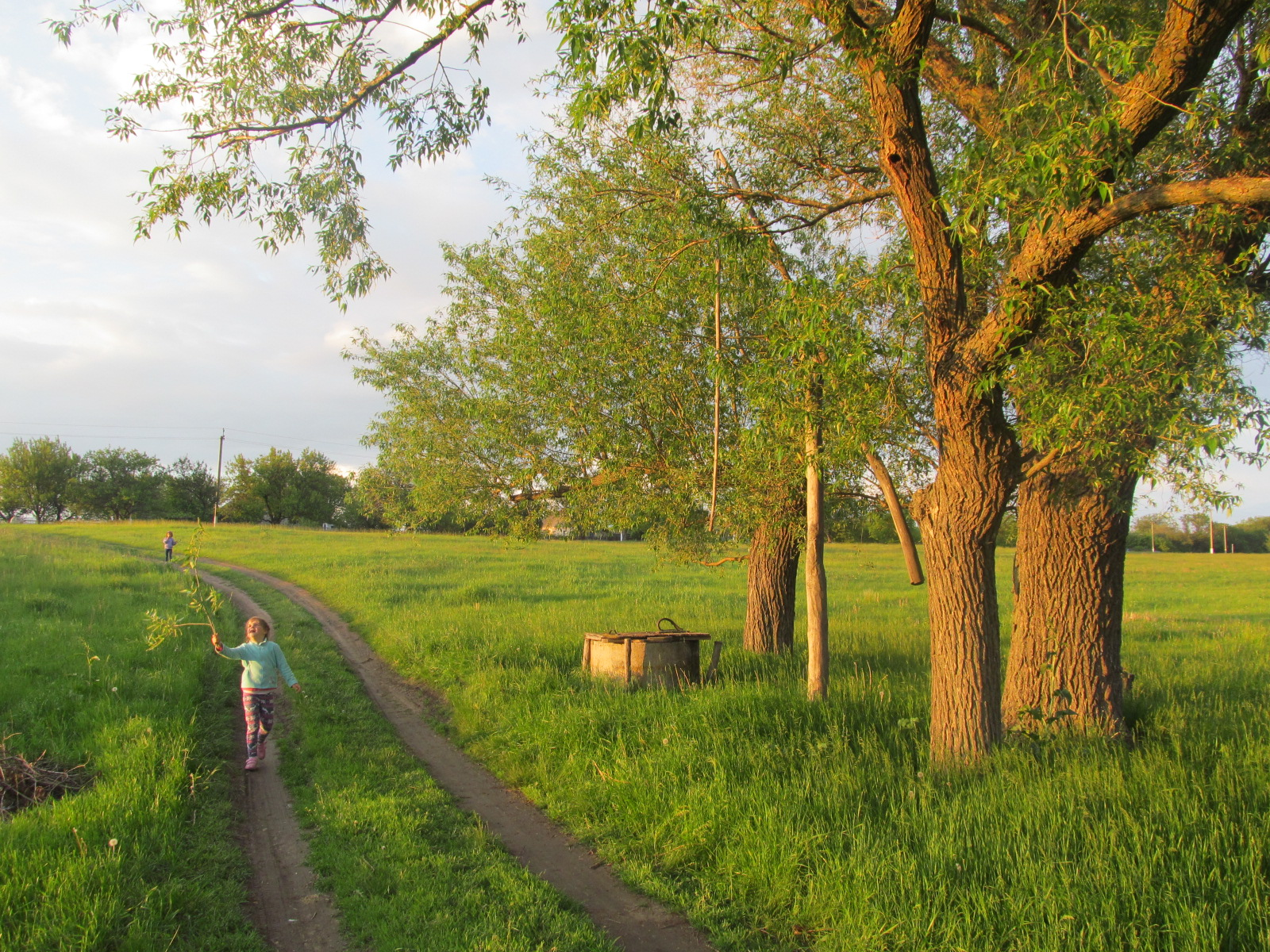
Well in the center of Ukrainka village, Zaporozhye region, Ukraine

## Географическое положение
Село Украинка находится на расстоянии в 1 км от сёл Владимировка и Черноземное (Токмакский район).
Рядом протекает пересыхающий ручей с запрудой.
Рядом проходит автомобильная дорога Р-37.

## История
- 1921 год — дата основания.
- 2015 год  — в селе были открыты 2 детских дома семейного типа в рамках проекта "Детская деревня Happy Child"[2].